# Michael Hayes
Michael Seitz (Pensacola (Florida), 29 maart 1959), beter bekend als Michael "P.S." Hayes, is een Amerikaans voormalig professioneel worstelaar.

## In worstelen
- Aanval en kenmerkende bewegingen
  - DDT

- Managers
  - Paul E. Dangerously
  - Oliver Humperdink
  - Little Richard Marley
  - Hiro Matsuda
  - Diamond Dallas Page
  - Percy Pringle III
  - Sunshine

## Prestaties
- Georgia Championship Wrestling
  - NWA Georgia Tag Team Championship (1 keer met Terry Gordy)
  - NWA National Tag Team Championship (4 keer; 3x met Terry Gordy en 1x met Otis Sistrunk)
  - NWA United National Championship (1 keer)

- Mid-South Wrestling Association
  - Mid-South Tag Team Championship (1 keer met Terry Gordy)

- NWA Mid-America
  - NWA Mid-America Tag Team Championship (2 keer met Terry Gordy)

- Power Pro Wrestling
  - PPW Heavyweight Championship (1 keer)

- Pro Wrestling Illustrated
  - PWI Tag Team of the Year (1981) met Terry Gordy

- World Championship Wrestling
  - NWA United States Heavyweight Championship (1 keer)
  - NWA World Tag Team Championship (1 keer met Jimmy Garvin)
  - WCW United States Tag Team Championship (2 keer met Jimmy Garvin)
  - WCW World Six-Man Tag Team Championship (1 keer met Jimmy Garvin & Badstreet)
  - WCW World Tag Team Championship (1 keer met Jimmy Garvin)

- World Class Championship Wrestling / World Class Wrestling Association
  - NWA American Tag Team Championship (1 keer met Terry Gordy)
  - NWA World Six-Man Tag Team Championship (6 keer; 5x met Terry Gordy & Buddy Roberts en 1x met Kerry Von Erich & Kevin Von Erich)
  - WCWA World Six-Man Tag Team Championship (1 keer met Terry Gordy en Buddy Roberts)
  - WCWA World Tag Team Championship (2 keer met Steve Cox)